# Marossziget

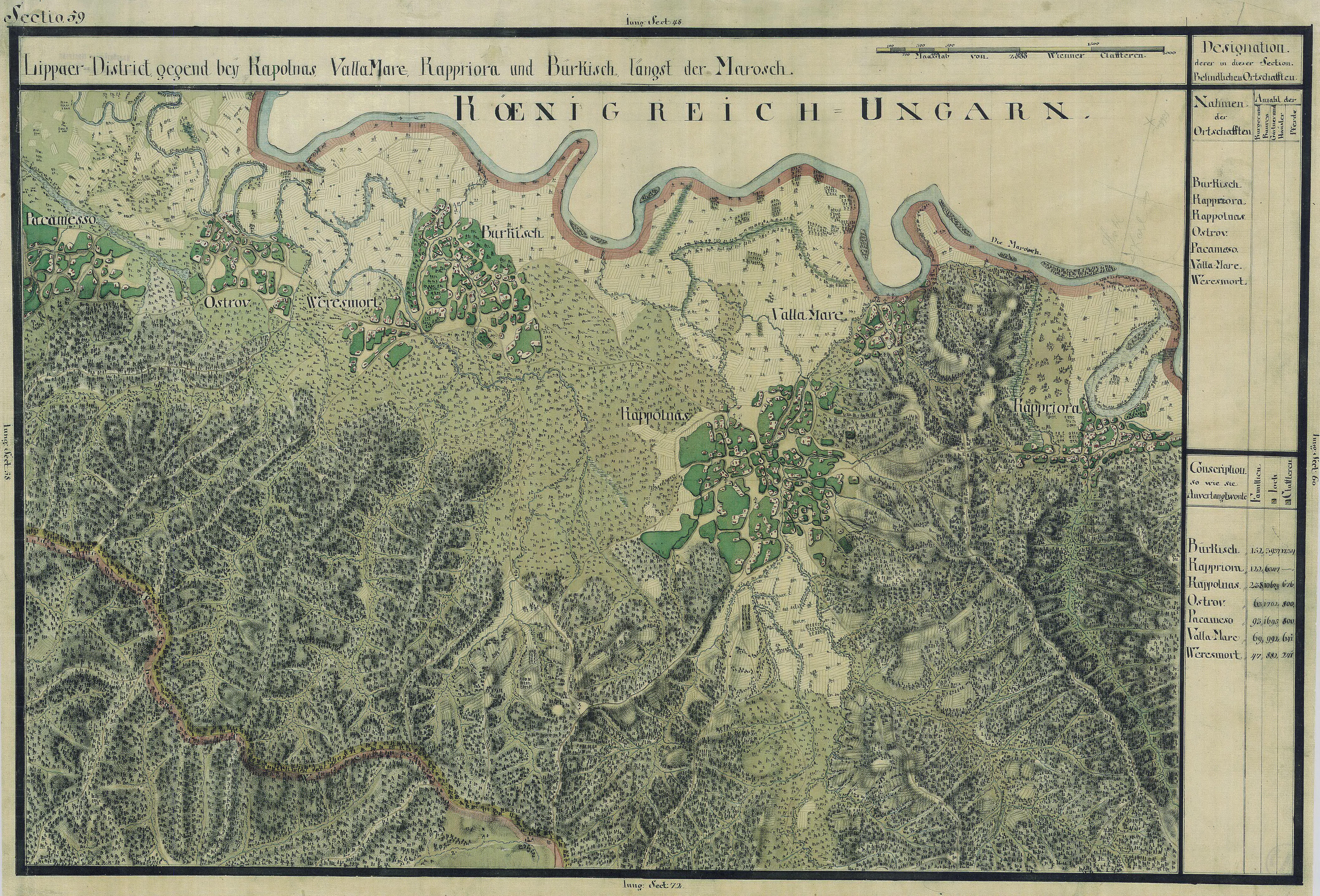
Marossziget (Szigetfő, Ostrov) egyrégi térképen

Marossziget (Ostrov), település Romániában, a Partiumban, Arad megyében.

## Fekvése
Tótváradtól délre, a Maros bal partja menti út mellett fekvő település.

## Története
Marossziget (Szigetfő) Árpád-kori település, melynek nevét már 1169 táján említették az oklevelekben Zygethfeo, Zigetfeu, Sigetfeu alakokban. 1479-ben Zygetfew Szád-várhoz tartozott, annak 14. tartozékaként jegyezték. 1510-ben Zyketfew, 1569-ben Ostrov, 1808-ban Ostróv, 1888-ban Osztrov néven írták.
1910-ben 599 lakosából 590 román, 9 magyar volt. Ebből 587 görögkeleti ortodox, 6 római katolikus volt.
A trianoni békeszerződés előtt Krassó-Szörény vármegye Marosi járásához tartozott.